# Toxochitona ankole
Toxochitona ankole är en fjärilsart som beskrevs av Henry Stempffer 1967. Toxochitona ankole ingår i släktet Toxochitona och familjen juvelvingar. IUCN kategoriserar arten globalt som otillräckligt studerad. Inga underarter finns listade i Catalogue of Life.